# 2037
سنة 2037 م هي سنة بسيطة تبدأ يوم الخميس حسب التقويم الغريغوري.